# غراهام مايلز
غراهام مايلز (بالإنجليزية: Graham Miles)‏ هو لاعب سنوكر بريطاني، ولد في 11 مايو 1941 في برمنغهام في المملكة المتحدة، وتوفي في 15 أكتوبر 2014.

## روابط خارجية
- غراهام مايلز على موقع CueTracker.net (الإنجليزية)